# Славчо Клямбов
Славчо Василев Клямбов е български общественик и революционер, струмишки деец на Вътрешната македоно-одринска революционна организация.

## Биография
Славчо Клямбов е роден в 1879 година в град Струмица, тогава в Османската империя, в семейството на Васил Клямбов, местен общественик от времето на Възраждането, член на Струмишката българска община. Според документи на МОО, роден е в или около 1883 година. Завършва втори клас или трети прогимназиален клас. Работи като обущар.
От 1900 година е нелегален. От 1903 година е четник е при Симеон Молеров. В 1905 година участва в Струмишкия окръжен конгрес и е част от председателството на конгреса. В същата година става член на околийския, а по-късно и на окръжния революционен комитет в Струмица.
Като някой, който знае гръцкия език, защото е учил на него, през 1905 година е представител на ВМОРО заедно с Панде Куюмджиев и Георги Хаджикотарев на среща с представители на гръцката въоръжена пропаганда в Струмица, които преди да създадат андартски чети, искали да се „споразумеят за сътрудничество“ с организацията, за да се „избегне“ братоубийство. Представителите на ВМОРО им предложили да се присъединят към четите на организацията, а гърците отказали защото те искали да действат с отделни чети в Подгорието, защото тези села са техни. Представителите на ВМОРО отговорили, че това не са техни села и, че те искат да разделят населението.
В 1907 година е задържан и остава в затвора в Битоля една година или година и два месеца. По време на Хуриета, от 6 септември 1909 година е съветник в бюрото на клона на Съюза на българските конституционни клубове в Струмица.
При избухването на Балканската война в 1912 година е доброволец в Македоно-одринското опълчение и служи във 2-ра рота на Лозенградската партизанска дружина, начело със Стоян Петров, в четата на Никола Жеков и в 4-та рота и нестроевата рота на 5-а одринска дружина. Към юни 1913 година е пунктов началник на организацията в струмишкото село Костурино.
В периода между двете световни войни живее в България, където е активен сред македонската емиграция. На общото събрание на Струмишкото благотворително братство в София, проведено на 14 март 1926 година, избран е за съветник в новото настоятелство, а брат му Коста става подпредседател на братството. В 1936 година е свидетел по Процеса срещу ВМРО (обединена).
Дъщеря му, Василка Клямбова, в 1937 година завършва земеделие в Софийския университет.